# أكمة الدار (حبيش)
اكمه الدار (حبيش)

تعديل مصدري - تعديل

اكمه الدار محلة تابعة لقرية بين الاكام، التابعة لعزلة جبل خضراء بمديرية حبيش إحدى مديريات محافظة إب في الجمهورية اليمنية، بلغ تعداد سكانها 64 حسب تعداد اليمن لعام 2004.